# Pollution à Paris
 (avril 2018).
- Si vous ne connaissez pas le sujet, laissez ce bandeau (vous pouvez alors contacter les auteurs).
- Si vous supprimez le contenu mis en cause (vous pouvez préalablement contacter les auteurs),

argumentez précisément cette suppression dans la page de discussion
(un manque de référence n'est pas un argument ; une recherche réelle de référence doit avoir été effectuée, être formellement documentée).
 (avril 2018).
Si vous disposez d'ouvrages ou d'articles de référence ou si vous connaissez des sites web de qualité traitant du thème abordé ici, merci de compléter l'article en donnant les références utiles à sa vérifiabilité et en les liant à la section « Notes et références ».

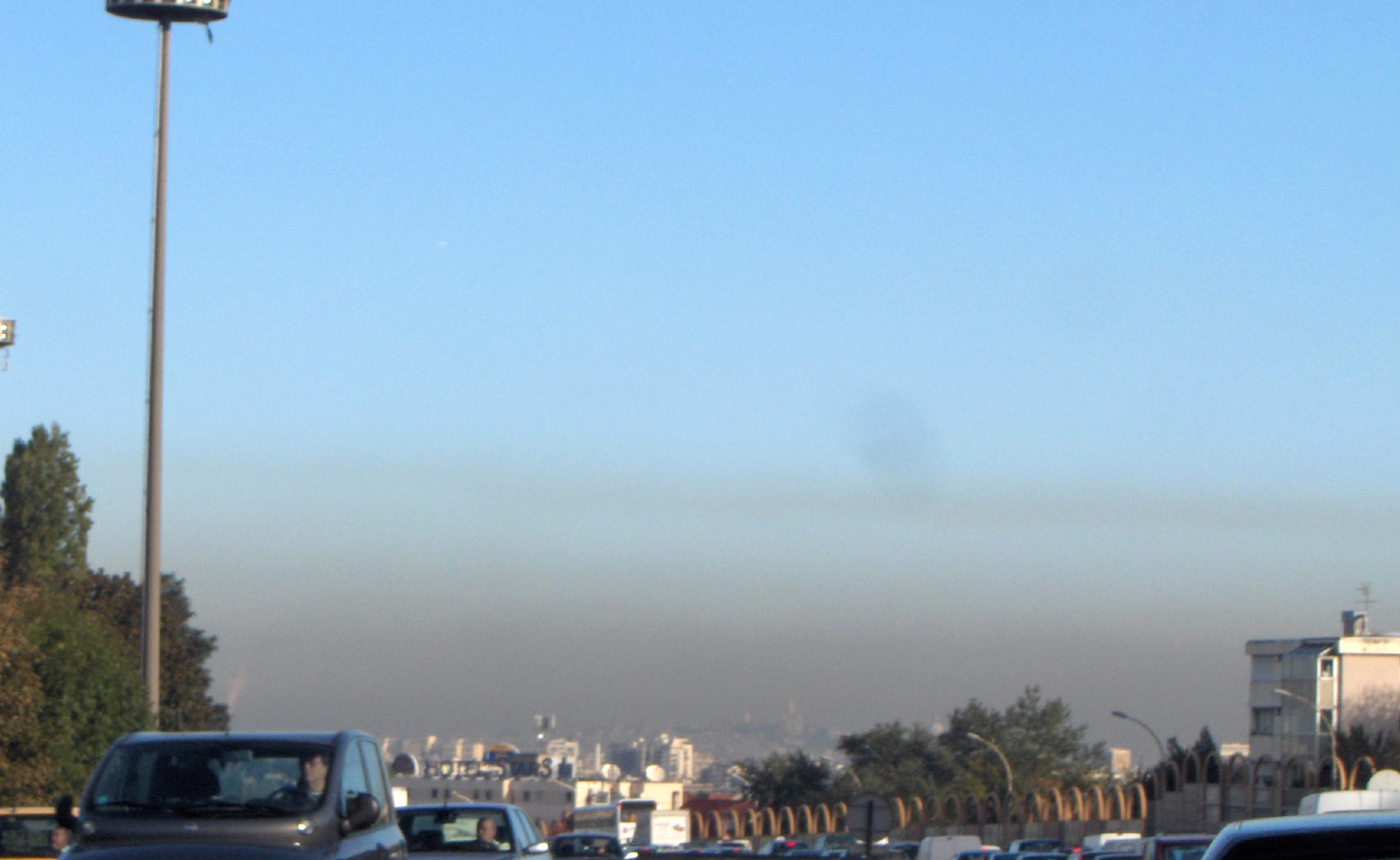
Pollution atmosphérique au-dessus de Paris

Il existe de nombreuses sources de pollution à Paris, notamment la pollution de l'air, mais également les nuisances sonores ou visuelles (publicité).

## Pollution de l'air

### Aspect écologique

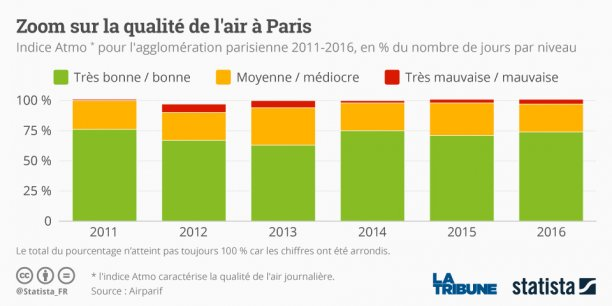

Le dépassement du seuil d'alerte lié au niveau de concentration de substances polluantes dans l’atmosphère s’appuyant sur la base de connaissances de scientifiques. Tout cela réunit dans une loi, la loi de l’air (loi LAURE)  qui a conduit à la mise en place de la circulation alternée depuis le mardi 6 décembre 2016, et reconduite pour le jeudi suivant. En effet, la concentration moyenne des particules dont le diamètre est inférieur à 10 microns a atteint des niveaux particuliers ces jours d’avril 2015, supérieur à 90 µg/m3. Durant l'épisode, une concentration maximale de 146 µg/m3 de particules a même été enregistrée en moyenne sur la journée du jeudi 1er décembre 2016 dans l'agglomération parisienne. Les particules fines qui sont émises par cette pollution rentrent dans notre système respiratoire et cardiovasculaire. L’infographie ci-contre nous montrent que le taux de pollution (particules fines) pénètrent dans l’organisme, au niveau des poumons ce qui peut créer des inflammations qui épaississent les bronches ce qui rend la circulation de l’air difficile, et donc qui peut engendrer des maladies pulmonaires (ex : Asthme).

### Aspect économique
La pollution coûte chaque année un peu plus de 100 milliards d’euros à la France, soit 30 % de plus que le déficit de L’État. L’État va perdre également beaucoup d’argent dans les années à venir s'il n’arrive pas à réduire le taux de pollution.
Si l’État n’agit pas, la pollution de l’air aura un impact catastrophique sur la nature. Elle pourra aussi entraîner 9 millions de décès prématurés par an d’ici 2060 et coûter 1 % du PIB mondial soit quelque 2 400 milliards d'euros chaque année.

### Aspect social
La pollution à Paris peut aussi être fatale envers les habitants de cette ville. Ces pollutions proviennent surtout des rejets de gaz à effet de serres provenant des véhicules de transport. Pendant les pics de pollution, les habitants de quartier entre pauvre et aisé ont un risque de décéder trois fois plus grand que les Parisiens normaux habitants dans les périphéries de la ville tandis que ceux qui habitent dans le centre de la ville, ont plus d’argent pour se protéger. Entre 2004 et 2009, durant les pics de pollution, 79 107 décès sont survenus à Paris en un an le plus gros de cette partie viens du fait que la pollution était très forte .